# Earthling
Earthling – album Davida Bowiego wydany w 1997 przez BMG Records. Album promowały single i teledyski do utworów: "Little Wonder", "Dead Man Walking" i "I’m Afraid of Americans".
Album dotarł do 6. miejsca UK Albums Chart.

## Spis utworów
1. "Little Wonder" – 6:02
2. "Looking for Satellites" – 5:21
3. "Battle for Britain (The Letter)" – 4:48
4. "Seven Years in Tibet" – 6:22
5. "Dead Man Walking" – 6:50
6. "Telling Lies" – 4:49
7. "The Last Thing You Should Do" – 4:57
8. "I’m Afraid of Americans" – 5:00
9. "Law (Earthlings on Fire)" – 4:48

## Twórcy
Produkcja
- David Bowie
- Mark Plati
- Reeves Gabrels

Muzycy
- David Bowie – głos, gitara, saksofon altowy, sampling, keybordy
- Reeves Gabrels – programowanie, syntezatory, gitara, głos
- Mark Plati – programowanie, loopy, sample, keyboardy
- Gail Ann Dorsey – gitara basowa, głos
- Zachary Alford – instrumenty perkusyjne, sample i loopy perkusyjne
- Mike Garson – keyboardy, pianino